# Francisco Javier Errázuriz Talavera
Francisco Javier Errázuriz Talavera (Santiago, 7 mei 1942 – Panilonco, 4 maart 2024) was een Chileens politicus.

## Biografie
Errázuriz was de zoon van de liberale senator Ladislao Errázuriz en Amelia Talavera. Hij bezocht de Duitse school in Santiago en studeerde aan de militaire academie Libertador Bernardo O'Higgins aldaar, waar hij de rang van brigadier-majoor bereikte. Hierna studeerde hij landbouwkunde aan de Katholieke Universiteit van Chili en promoveerde hij in 1963 als agronoom. Hij was hierna een succesvol zakenman en investeerder. In 1980 kocht hij een coöperatieve supermarktketen. De militaire junta probeerde hem te dwarsbomen toen hij zich 1989 kandidaat stelde voor het presidentschap. Bij de verkiezingen van 14 december 1989 behaalde hij 15,43% van de stemmen en hij eindigde als derde achter Hernán Buchi, die 29,4% van de stemmen kreeg, en de winnaar, Patricio Aylwin, die 55,17% van de stemmen kreeg. In 1990 richtte Errázuriz de Unión de Centro Centro (Unie van het Centristische Centrum) op, een partij van het politieke midden. Van 1994 tot 2002 vertegenwoordigde hij de UCC in de Senaat. Tijdens zijn periode als senator raakte hij verwikkeld in een aantal rechtszaken en verloor hij zijn parlementaire onschendbaarheid (1999).

### Privéleven en overlijden
Errázuriz was vanaf 1965 getrouwd met María Victoria Ovalle (1947). Zij was van 1998 tot 2002 lid van de Kamer van Afgevaardigden voor de UCC. Sinds 2011 verkeerde Errázuriz in slechte gezondheid, nadat hij een hersenbloeding kreeg. Hij overleed op 4 maart 2024 op 81-jarige leeftijd.